# Edvard 5. af England
Edvard 5. (4. november 1470 – formentlig 6. juli 1483) var konge af England fra 9. april 1483 til 25. juni samme år, hvor han blev afsat. Hans regeringsperiode var præget af hans farbror, Richard, hertug af Gloucester, der fulgte Edvard på tronen som Richard den 3. Sammen med sin lillebror, Richard af Shrewsbury, hertug af York, var Edvard en af "prinserne i Tower", der forsvandt efter at være indsat (angiveligt af hensyn til deres sikkerhed) i Tower of London. Richard den 3. er i brede kredse blevet anklaget for at stå bag deres død, men hvad der egentlig hændte er usikkert.
Sammen med Edvard 8., Matilda af England og lady Jane Grey er Edvard 5. en af fire engelske monarker siden den normanniske erobring af England, der aldrig blev kronet. Hvis, hvad der er sandsynligt, han døde før sin 15 års fødselsdag, er han den yngste monark i engelsk historie (Edvard den 6. døde i sit 16. leveår).

## Tidligt liv
Edvard blev født i klosteret Westminster Abbey, hvor hans mor Elizabeth Woodville var gået under jorden, efter at hendes mand Edvard 4. var styrtet til fordel for Henrik 6.. Da hans far kom tilbage på tronen i 1471, blev Edward udnævnt til prins af Wales, og han deltog med sine forældre i repræsentationsopgaver.
Efter Edvard 4. havde oprettet et råd for Wales og Marches, grænseområdet mod Wales, sendte han sin søn til Ludlow Castle for at være rådets leder.

## Regeringsperiode
Prins Edvard befandt sig på Ludlow, da der kom bud om faderens pludselige død, og han arvede tronen som tolvårig. Edvard 4.'s testamente, der ikke længere eksisterer, udnævnte hans bror, Richard, hertug af Gloucester, som værge under sønnens mindreårighed. Både den nye konge med følge fra vest og Richard med følge fra nord satte kursen mod London, og de to parter slog følge i Northamptonshire. Den 29. april om aftenen mødtes Richard med Edvards morbror, Anthony Woodville, 2. jarl af Rivers, og Edvards halvbror, Richard Grey. De spiste sammen, men næste morgen blev Woodville, Grey og kongens kammerherre, Thomas Vaughan, arresteret og sendt mod nord. De blev alle tre henrettet et par måneder senere. Dominic Mancini fortæller, at Edvard protesterede, men resten af hans følge blev afskediget og sendt bort, og Richard fulgte ham til London, hvor den nye konge residerede i Tower of London. Den 16. juni fik han følge af sin yngre bror, Richard, hertug af York.
Edvards kroning blev gentagne gange udskudt. Den 22. juni fremlagde Ralph Shaa bevis på, at Edvard 4. allerede havde indgået løfte om at ægte lady Eleanor Butler, da han blev gift med Elizabeth Woodville, hvorved ægteskabet med Elizabeth var ugyldigt og deres børn uægte. Richards ældre bror, George, hertug af Clarences børn var udelukket fra tronfølgen efter deres fars tab af ære, liv og gods i 1478. Derfor udnævnte parlamentet Richard som den retmæssig konge den 25. juni (det blev bekræftet i et parlamentsdokument, Titulus Regius). Næste dag besteg Richard tronen som kong Richard den 3. af England.

## Forsvinding
Efter Richard den 3.'s overtagelse af tronen blev prinserne set sjældnere og sjældnere i Tower of London, og ved slutningen af sommeren 1483 forsvandt de fuldstændigt fra offentligheden. Deres skæbne er ukendt, men det er en generel antagelse, at de blev myrdet. De tre hovedmistænkte er Richard 3., dennes tidligere allierede Henry Stafford, 2. hertug af Buckingham og Henry Tudor, der besejrede Richard 3. ved Bosworth og overtog tronen som Henrik 7.
I 1674 fandt arbejdere, der genopbyggede en trappe i Tower, skeletter. I første omgang blev de kastet på en køkkenmødding, men efter nogle dage kom nogen på, at det kunne være prinsernes lig. Knoglerne blev på foranledning af Karl den 2. stillet i Westminster Abbey i en urne med prinsernes navn på. I 1933 blev benene taget ud og undersøgt og igen lagt i en urne i krypten i Westminster Abbey. Eksperterne var ikke sikre på alder og køn. Skeletterne var mangelfulde, og den eneste konklusion var, at det ene var større end det andet.
Hvis de blev myrdet, blev det skjult godt, men der findes ikke tegn på, at de overlevede i eller uden for Tower. Yorkisterne ser ud til at have håbet på, at de levede i lang tid. Da Perkin Warbeck udgav sig for at være den yngste, prins Richard, i 1495, var William Stanley, en yngre bror af Edvards stedfar Thomas Stanley, 1. jarl af Derby, usikker på, om påstanden var rigtig eller ej.
I 1486 blev Edvards søster, Elizabeth af York, gift med Henrik 7., hvorved de to dynastier, York og Lancaster blev forenet.
| Foregående: Edvard af Westminster | Prins af Wales 1471–1483   | Efterfølgende: Edvard af Middleham |
| Foregående: Edvard 4.             | Konge af England 1483–1483 | Efterfølgende: Richard 3.          |
| Foregående: Edvard 4.             | Lord af Irland 1483–1483   | Efterfølgende: Richard 3.          |